# Pestalotiopsis sydowiana
Pestalotiopsis sydowiana är en svampart som först beskrevs av Giacopo Bresàdola, och fick sitt nu gällande namn av B. Sutton 1961. Pestalotiopsis sydowiana ingår i släktet Pestalotiopsis och familjen Amphisphaeriaceae.   Inga underarter finns listade i Catalogue of Life.